# Тополє (Драж)
45°52′ пн. ш. 18°44′ сх. д. / 45.86° пн. ш. 18.73° сх. д.
Тополє (хорв. Topolje) — населений пункт у Хорватії, в Осієцько-Баранській жупанії у складі громади Драж.

## Населення
Населення за даними перепису 2011 року становило 395 осіб.
Динаміка чисельності населення поселення:

## Клімат
Середня річна температура становить 11,03 °C, середня максимальна – 25,27 °C, а середня мінімальна – -5,80 °C. Середня річна кількість опадів – 599 мм.
| Клімат поселення                              | Клімат поселення | Клімат поселення | Клімат поселення | Клімат поселення | Клімат поселення | Клімат поселення | Клімат поселення | Клімат поселення | Клімат поселення | Клімат поселення | Клімат поселення | Клімат поселення | Клімат поселення |
| Показник                                      | Січ.             | Лют.             | Бер.             | Квіт.            | Трав.            | Черв.            | Лип.             | Серп.            | Вер.             | Жовт.            | Лист.            | Груд.            |                  |
| Середній максимум, °C                         | 5,87             | 7,71             | 12,32            | 16,99            | 22,36            | 25,27            | 25,01            | 24,73            | 20,46            | 15,01            | 8,90             | 5,01             |                  |
| Середня температура, °C                       | 0,04             | 1,90             | 6,50             | 11,19            | 16,50            | 19,43            | 21,31            | 21,00            | 16,75            | 11,30            | 5,18             | 1,31             |                  |
| Середній мінімум, °C                          | −5,8             | −3,95            | 0,65             | 5,32             | 10,69            | 13,60            | 17,58            | 17,29            | 13,04            | 7,59             | 1,46             | −2,4             |                  |
| Норма опадів, мм                              | 35               | 31               | 33               | 48               | 57               | 75               | 62               | 57               | 50               | 50               | 55               | 46               |                  |
| Середньомісячна швидкість вітру, м/с          | 2.58             | 2.77             | 3.00             | 3.00             | 2.60             | 2.40             | 2.40             | 2.20             | 2.20             | 2.30             | 2.50             | 2.60             |                  |
| Середньомісячна сонячна радіація, кДж/м²·день | 4141             | 6946             | 10889            | 15483            | 19446            | 21753            | 21978            | 19943            | 14841            | 9329             | 4715             | 3418             |                  |
| --------------------------------------------- | ---------------- | ---------------- | ---------------- | ---------------- | ---------------- | ---------------- | ---------------- | ---------------- | ---------------- | ---------------- | ---------------- | ---------------- | ---------------- |
| Джерело:                                      |                  |                  |                  |                  |                  |                  |                  |                  |                  |                  |                  |                  |                  |